# Saint-Melaine-sur-Aubance
 Saint-Melaine-sur-Aubance  es una población y comuna francesa, en la región de Países del Loira, departamento de Maine y Loira, en el distrito de Angers y cantón de Les Ponts-de-Cé.

## Demografía
| 433 | 434 | 628 | 989 | 1579 | 1942 |
| Para los censos de 1962 a 1999 la población legal corresponde a la población sin duplicidades (Fuente: INSEE [Consultar]) |     |     |     |      |      |